# Goetzea
Goetzea  es un género de plantas fanerógamas de la subfamilia Goetzeoideae, incluida en la familia de las solanáceas. Comprende cuatro especies descritas y de estas, solo 2 aceptadas.

## Taxonomía
El género fue descrito por Heinrich Wydler y publicado en Linnaea 5: 423. 1830. La especie tipo es: Goetzea elegans, Wydler

## Especies aceptadas
A continuación se brinda un listado de las especies del género Goetzea aceptadas hasta julio de 2015, ordenadas alfabéticamente. Para cada una se indica el nombre binomial seguido del autor, abreviado según las convenciones y usos. 
- Goetzea ekmanii O.E.Schulz ex O.C.Schmidt
- Goetzea elegans, Wydler